# Tulou
Il tulou (土樓T, 土楼S, tǔlóuP, hakka: thú-lèu), o "costruzione di terra", è un'abitazione contadina collettiva, costruita a fortezza, residenza tradizionale del popolo degli Hakka nella Cina meridionale.
Nel 2008 l'UNESCO ha inserito queste opere tra i patrimoni dell'umanità.

## Descrizione
Di solito possiede una configurazione circolare che circonda un cortile centrale. Queste strutture erano occupate dagli individui dei vari clan.
Anche se la maggior parte dei tulou furono edificati in terra e paglia di riso , la definizione "tulou" in linea di massima è una etichetta descrittiva di una tipologia edilizia e non indica il materiale di costruzione. Alcuni furono costruiti con pietre di granito o hanno avuto murature in cotto. La maggior parte dei tulou di grandi dimensioni ancor oggi visibili sono stati costruiti con un materiale composito denominato sanhetu e non solo in terra.